# カンギルクス
カンギルクス（Kangirsuk、イヌクティトゥット語：ᑲᖏᕐᓱᖅ/ Kangirsuq、「ベイ」を意味する）は、カナダ、ケベック州北部ヌナビクにあるイヌイットの村。村はかつてペイン湾とベリンとしても知られていた 。 

## 地理
アンガヴァ湾の西海岸から13km内陸のペイン湾の北岸のアルノ―川の河口近くの森林限界の地点に位置する。北の岩の崖と西の大きな岩の丘が村を部分的に囲んでいる。

### 気候
| 月                     | 1月           | 2月           | 3月          | 4月         | 5月         | 6月        | 7月         | 8月         | 9月        | 10月       | 11月         | 12月        | 年             |
| ---------------------- | ------------- | ------------- | ------------ | ----------- | ----------- | ---------- | ----------- | ----------- | ---------- | ---------- | ------------ | ----------- | -------------- |
| 平均最高気温 °C （°F） | −18.5 (−1.3)  | −18.6 (−1.5)  | −13.9 (7)    | −6.1 (21)   | 1.5 (34.7)  | 7.3 (45.1) | 12.1 (53.8) | 11.5 (52.7) | 7.2 (45)   | 1.2 (34.2) | −4.5 (23.9)  | −12.7 (9.1) | −2.79 (26.98)  |
| 平均最低気温 °C （°F） | −26.4 (−15.5) | −26.7 (−16.1) | −22.0 (−7.6) | −14.2 (6.4) | −4.8 (23.4) | 0.2 (32.4) | 3.4 (38.1)  | 3.6 (38.5)  | 0.8 (33.4) | −3.9 (25)  | −10.8 (12.6) | −20.0 (−4)  | −10.07 (13.88) |
| 降水量 mm （inch）     | 21 (0.83)     | 19 (0.75)     | 19 (0.75)    | 17 (0.67)   | 22 (0.87)   | 39 (1.54)  | 47 (1.85)   | 57 (2.24)   | 43 (1.69)  | 37 (1.46)  | 34 (1.34)    | 25 (0.98)   | 380 (14.97)    |
| [ 要出典 ]             |               |               |              |             |             |            |             |             |            |            |              |             |                |

## 歴史

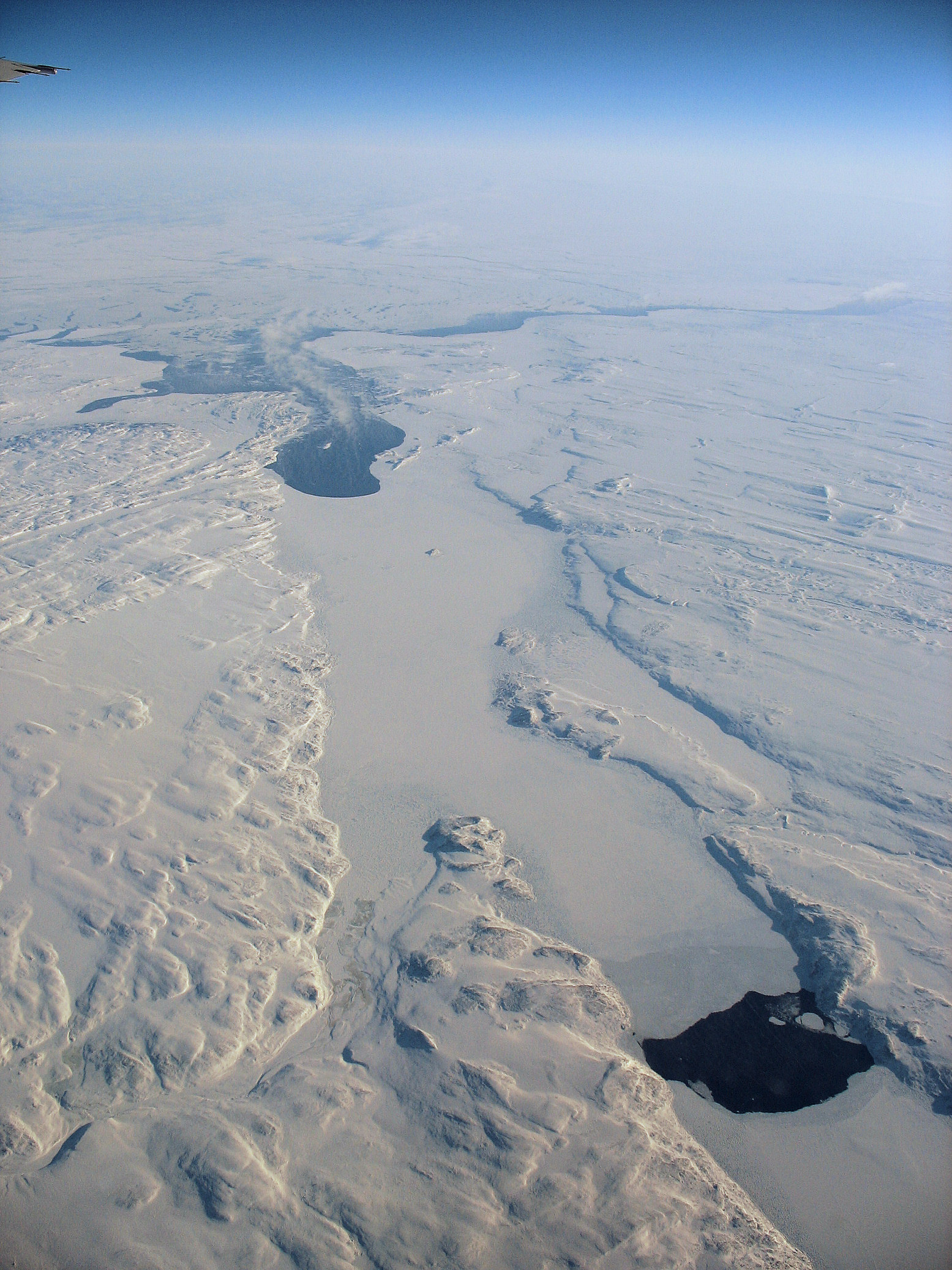
アルノー川とペイン湾の河口の不毛の地形。カンギルスクは、オープンウォーターのすぐ下の北（左）の海岸にかすかに見えている。

11世紀には、この地域にはバイキングが訪れた可能性がある。パミオク島の村からそう遠くない場所で、ラヴァル大学の考古学者トーマス・E・リーは、当時バイキングのロングハウスと特定された石の土台を発見した。最近の考古学的調査により、この場所はドーセット文化の一部であることが特定された。 イヌイットは何世紀にもわたってウンガヴァ湾沿岸で狩猟や釣りをしていた。
ヨーロッパ人の恒久的な入植は、1921年フランスの毛皮会社レビヨン・フレール社がここに交易所を設立し、1925年にはハドソン湾会社も交易所を設立したことから始まった。

1945年、カンギルクスはペインベイとして知られていた。1959年、連邦デイスクールが設立された。それ以来、イヌイットによる恒久的な定住が始まった。1961年、カナダ政府は医療施設、住宅、社会サービスを提供した。同年、ケベック州政府はケベック州北部の海岸の場所にフランス語の名前を与えることを決定し、ルイ・フランソワ・バベル(1826-1912)に敬意を表して、ポストの名前をフランシス・バベルに変更しました。しかし、この名前は定着せず、1年後にジャック・ニコラ・ベラン(1703-1772)にちなんで名付けられたベリンに置き換えられた。その後、1980年までベリン(ペイン)として知られていた。1981年、村が自治体として法人化されたときに地名もイヌクティトゥット語で「湾」を意味するカンギルスクに変更された。

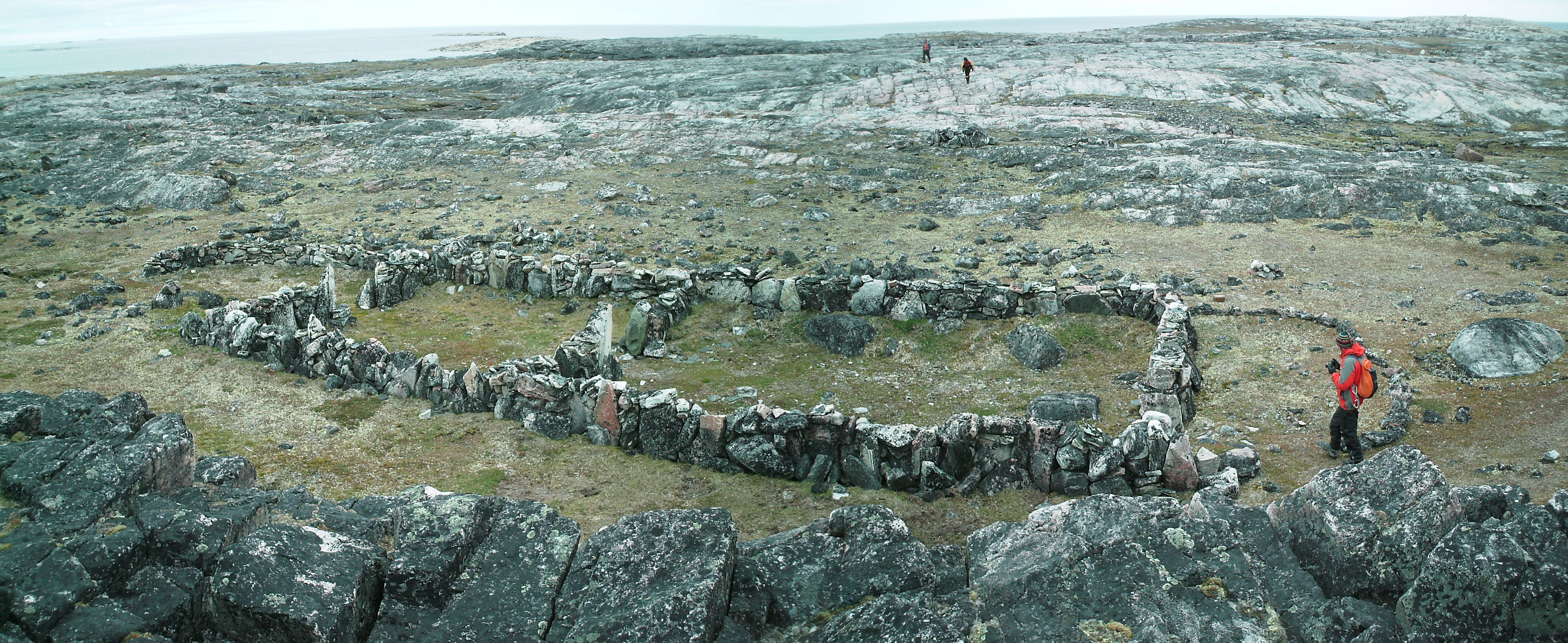
パミオック島、ロングハウス2号

## 人口統計[9]
- 2021年の人口:561人（2016年から2021年の人口変化-1.1%)
- 2016年の人口:567人
- 2011年：549人（2006年から2011年の人口変化：17.8％）
- 2006年：466人
- 2001年：436人
- 1996年：394人
- 1991年：351人

## 教育
Kativik教育委員会がSautjuit Schoolを運営している。

## 参照資料
1. 1 2 3  自治体公式区分地理コード99110 （フランス語）
2. ↑  カナダ地名委員会 参照番号137700 （フランス語）
3. ↑  “(Code 2499110) Census Profile”. 2011 census. Statistics Canada. 2012. {{cite web2}}: Cite webテンプレートでは|access-date=引数が必須です。 (説明)
4. ↑  Government of Canada, Statistics Canada (2022年2月9日). “Profile table, Census Profile, 2021 Census of Population - Kangirsuk, Village nordique (VN) [Census subdivision, Quebec]” (英語). www12.statcan.gc.ca. 2025年7月12日閲覧。
5. ↑  Lee, Thomas E. (1971). Archaeological investigations of a longhouse, Pamiok Island, Ungava, 1970. Centre d'études nordiques de l'Université Laval. ISBN 0-889284-00-8
6. 1 2 3 4 5  “Kangirsuk” (英語).   Nunavik Tourism Association. 2008年12月29日閲覧。
7. ↑  Gendron, Daniel (2016). “La présence " viking " au Nunavik: Beaucoup de bruit pour rien!”. Études/Inuit/Studies 39 (2):  295–303. doi:10.7202/1038152ar.
8. ↑  Gendron, Daniel (2015). “La présence « viking » au Nunavik: beaucoup de bruit pour rien!” (フランス語). Études/Inuit/Studies 39 (2):  295–303. doi:10.7202/1038152ar. ISSN 0701-1008.
9. ↑  カナダ統計局: 1996, 2001, 2006, 2011,  2016, 2021年　カナダ国勢調査
10. ↑  "Our Schools[リンク切れ]." Kativik School Board. Retrieved on September 23, 2017.